# Aleksandar Stojanovski
Aleksandar Stojanovski (mazedonisch Александар Стојановски; * 23. Januar 1979 in Skopje, Jugoslawien) ist ein ehemaliger nordmazedonischer Skirennläufer.

## Karriere
Stojanovski gab sein internationales Renndebüt am 9. Januar 1995 bei einem FIS-Slalom am Mount Bachelor in Oregon. Sein erstes internationales Großereignis bestritt er etwas mehr als ein Jahr danach, bei den Juniorenweltmeisterschaften in Hoch-Ybrig. Dort erreichte er als beste Platzierung den 52. Rang im Slalom.
Eine deutlich Steigerung gelang ihm ein Jahr später in Schladming mit Platz 25 im Slalom als beste Platzierung.
1998 nahm er als erster nordmazedonischer Skirennläufer an Olympischen Winterspielen teil. Bei den Wettkämpfen in Nagano belegte er bei seinem einzigen Start im Riesenslalom den 36. Platz.
Seine einzige Weltmeisterschaftsteilnahme datiert auf das Jahr 1999, als er in Vail bzw. Beaver Creek sowohl im Riesenslalom als auch im Slalom antrat, beide Rennen jedoch nicht beenden konnte.
Seine letzten internationalen Rennen bestritt Stojanovski im April 2000 in Flaine, danach ist er nicht mehr als Rennläufer in Erscheinung getreten.

## Erfolge

### Olympische Winterspiele
- Nagano 1998: 36. Riesenslalom

### Weltmeisterschaften
- Vail/Beaver Creek 1999: DNF Riesenslalom, DNF Slalom

### Juniorenweltmeisterschaften
- Hoch-Ybrig 1996: 52. Slalom, 72. Riesenslalom, 81. Super-G, DNF Abfahrt
- Schladming 1998: 25. Slalom, 55. Abfahrt, 68. Super-G, DSQ Riesenslalom
- Pra-Loup/Le Sauze 1999: 96. Riesenslalom, DNF Slalom

### Weitere Erfolge
- 2 Platzierungen unter den besten 10 bei FIS-Rennen